# John Rittmeister
John Karl Friedrich Rittmeister (ur. 21 sierpnia 1898 w Hamburgu, zm. 13 maja 1943 w Berlinie-Plötzensee) – niemiecki lekarz, psychoanalityk i działacz antynazistowskiego ruchu oporu. 
Studiował w Hamburgu, Kilonii i Monachium, tytuł doktora medycyny otrzymał w 1925 roku w Hamburgu. Następnie specjalizował się w psychiatrii w Zurychu u Junga i praktykował w Zurychu i Münsingen.
W okresie III Rzeszy działał w ruchu oporu, w grupie dowodzonej przez Harro Schulzego-Boysena i Arvida Harnacka. W 1942 roku został aresztowany, a następnie stracono go przez ścięcie na gilotynie 13 maja 1943 roku w więzieniu w Berlinie-Plötzensee.